# 北米INGマスターズ
北米INGマスターズ（ほくべいINGマスターズ、英 : The North American Ing Masters）は、北アメリカの囲碁の棋戦。1991年に北米ING杯(The North American Ing Cup)として開始され、2007年からは北米マスターズ・トーナメントと統合して北米INGマスターズとなった。
北米ING杯は、アメリカ、カナダ、メキシコの16人のアマチュア棋士によるトーナメント戦として行われた。北米INGマスターズでは、32人のプロとアマチュアの棋士によるスイス式トーナメント5回戦で行われる。毎年アメリカ碁コングレスにおいて開催される。
- 主催 アメリカ囲碁協会
- 後援 ING財団

## 出場選手
北米INGマスターズの出場選手は、アメリカ、カナダ、メキシコの居住者で、
- 日本、中国、韓国、台湾でプロ棋士の資格を持つ者
- 前年のトーナメントの成績で選ばれた者
- カナダ、アメリカ、メキシコの囲碁協会で選抜された者（カナダ4人、メキシコ1人、アメリカ:残り分）

## 過去の優勝者
北米ING杯
1991年 Charles Huh
1992年 Dae Yol Kim
1993年 Charles Huh
1994年 John Lee
1995年 Thomas Hsiang
1996年 Jong Moon Lee
1997年 Keun Young Lee
1998年 Jong Moon Lee
1999年 Jong Moon Lee
2000年 Thomas Hsiang
2001年 Ke Huang
2002年 Jie Li（李捷）
2003年 Joey Hung
2004年 Jie Li
2005年 Jie Li
2006年 Zhaonian Michael Chen
北米INGマスターズ
2007年 Mingji Jiang（江鳴久）
2008年 Feng Yun（豊雲）
2009年 Zhi Yuan Andi Liu
2008年 Feng Yun

## 北米マスターズ・トーナメント
北米マスターズ・トーナメント（The North American Masters Tournament）は、北アメリカのプロ棋士による囲碁の棋戦で、1995年から2002年まで行われ、2005年にアメリカ・マスターズ(The US Masters)として再開、2007年に北米INGマスターズに統合された。
2000年からは本トーナメント、北米ING杯、アメリカ・オープン(The US Open)の優勝者3名による対戦が、アメリカ碁コングレスにおいて行われた。

### 方式
- 出場者は北米在住または出身の、10名までのプロ棋士。
- リーグ戦1位者が、前年優勝者との挑戦手合三番勝負を行う。（1995年はリーグ戦1、2位による三番勝負）

### 過去の優勝者と挑戦手合
（左が優勝者）
北米マスターズトーナメント
1995年 Jiang Zhujiu（江鋳久） 2-1 Jimmy Cha（車敏洙）
1996年 Jiang Zhujiu 2-1 Rui Naiwei（芮廼偉）
1997年 Jiang Zhujiu 2-0 マイケル・レドモンド
1998年 Jiang Zhujiu 2-0 Jimmy Cha
1999年 Jiang Zhujiu 2-1 Rui Naiwei
2000年 Jiang Zhujiu 2-1 Rui Naiwei
2001年 Jiang Zhujiu 2-1 Mingji Jiang（江鳴久）
2002年 Jiang Zhujiu 2-1 Feng Yun（豊雲）
アメリカ・マスターズ
2005年 Jie Li（李捷） 2-1 Thomas Hsiang
2006年 Jie Li 2-1 Feng Yun